# Beitstadsundet
Beitstadsundet er en fjordarm af Trondheimsfjorden som går nordover fra Beitstadfjorden ind til Vellamelen ved Hjellbotn.  Fjorden har en længde på 13 kilometer og ligger i kommunerne Steinkjer og Verran i Trøndelag fylke i Norge. 
Fjorden har indløb mellem Ramberg i vest og Setervika i øst. Fjorden går mod nord til Malm, som er administrationsby i Verran og ligger på vestsiden af fjorden. Ved Malm svinger fjorden skarpt mod nordøst. Fjorden er cirka 300-600 meter bred, men ved Hjellbotn bliver den langt bredere. Hjellbotn er på det meste 3,5 kilometer fra øst til vest, men kun 1 til 1,2 kilometer fra innløpet i syd og nordover.